# أغاته ساونه
أغاته ساونه (من مواليد 7 أغسطس 2004) هو لاعبة عداءة لاتفية وبطلة وطنية في سباقات المضمار والميدان متخصص في سباق مسافة 3000 متر وسباق 5000 متر، وهي أيضًا صاحبة الرقم القياسي الوطني في لاتفيا لمسافة 3000 متر. حصلت على لقب النجم الصاعد لهذا العام وأفضل رياضية في سباقات المضمار والميدان تحت 20 عامًا في عام 2022.
تم اختيارها للمنافسة باسم لاتفيا في دورة الألعاب الأولمبية الصيفية 2024 في سباق 5000 متر في باريس. ركضت في المجموعة الأولى حيث تأهل أصحاب المراكز الثمانية الأولى إلى الدور الثاني. احتلت أغاته المركز السادس عشر في تصفياتها والمركز 33 بشكل عام بزمن قدره 15:38.19.